# Tibor Pleiss

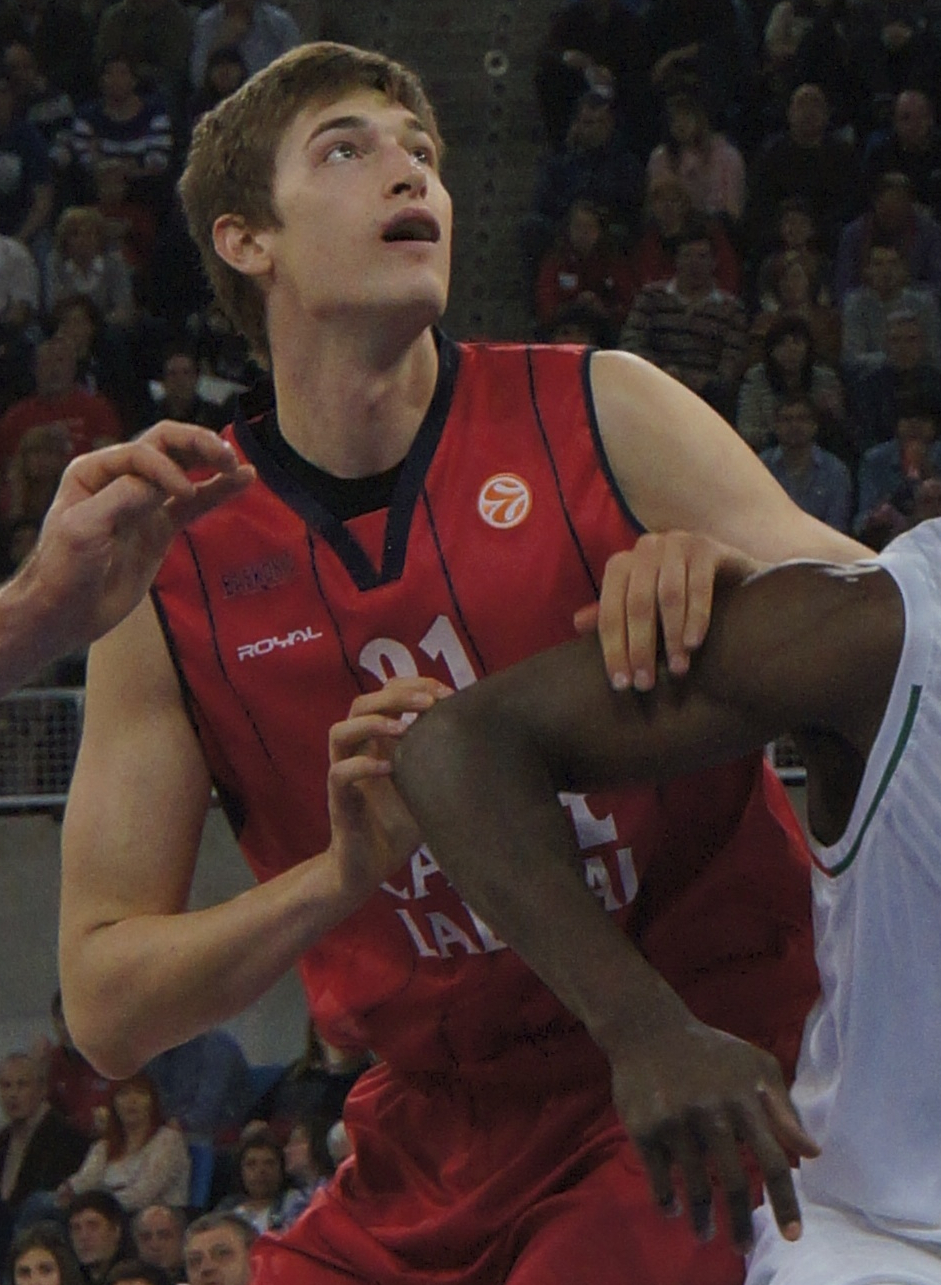
Pleiss w barwach Laboral Kutxa.

Tibor Pleiß (ur. 2 listopada 1989 w Bergisch Gladbach) – niemiecki koszykarz, występujący na pozycji środkowego, aktualnie zawodnik Anadolu Efes Stambuł.
W 2010 roku został wybrany z 31 numerem w drafcie NBA przez New Jersey Nets.

## Przebieg kariery
Pleiß dołączył do zespołu Köln 99ers jako 17-latek. W zespole grał przez trzy sezony. Przed sezonem 2009-10, wstąpił do Brose Baskets. Pleiß został zgłoszony do prestiżowej rekrutacji, jaką jest NBA Draft w 2010 roku. Został powołany w drugiej rundzie przez New Jersey Nets, który to sprzedał zawodnika do Atlanty Hawks. Krótko potem Tibor Bleiss został sprzedany Oklahoma City Thunder. Do tej pory nie udało mu się podpisać kontraktu z żadnym z tych zespołów. Jego największym osiągnięciem były występy w reprezentacji Niemiec. W 2012 roku opuścił Niemcy i podpisał kontrakt z Saski Baskonia.
14 lipca 2015 podpisał umowę z klubem Utah Jazz. 26 sierpnia 2016 został wytransferowany wraz z dwoma wyborami drugiej rundy draftu 2017 i zobowiązaniami gotówkowymi do Philadelphia 76ers w zamian za Kendalla Marshalla. Pięć dni później został zwolniony.
28 lipca 2017 został zawodnikiem hiszpańskiego Basketu Walencja. 1 sierpnia 2018 podpisał umowę z tureckim Anadolu Efes Stambuł.

## Osiągnięcia
Stan na 19 maja 2019, na podstawie, o ile nie zaznaczono inaczej.
Klubowe
- 3-krotny mistrz Niemiec (2010–2012)
- Wicemistrz:
  - Euroligi (2019)[9]
  - Hiszpanii (2015)
- Zdobywca:
  - pucharu Niemiec (2007, 2010–2012)
  - superpucharu Hiszpanii (2017)
- Finalista:
  - pucharu Hiszpanii (2015)
  - superpucharu Hiszpanii (2015)

Indywidualne
- Debiutant roku ligi niemieckiej (2010)
- Najlepszy młody zawodnik niemiecki ligi BBL (2011)
- Zaliczony do II składu Beko BBL (2011, 2012)
- Zawodnik tygodnia hiszpańskiej ligi ACB (2013/14 – tydzień nr 2)
- Uczestnik meczu gwiazd ligi niemieckiej (2011, 2012)

Reprezentacja
- Uczestnik:
  - mistrzostw:
    - świata (2010 – 17. miejsce)
    - Europy (2009 – 11. miejsce, 2011 – 9. miejsce, 2013 – 17. miejsce, 2015 – 18. miejsce)
    - Europy U–18 (2007)
    - Europy U–20 dywizji B (2008)
    - Europy U–20 (2009)